# Хайборийская эра
Хайбори́йская э́ра (англ. Hyborian Age, в других переводах Гиборе́йская или Гибори́йская) — вымышленная эра в истории человечества между 20 000 и 9500 годами до н. э., являющаяся сеттингом фэнтези-сериалов о Конане Киммерийце, Рыжей Соне и других. Создана Робертом И. Говардом в 1930-х годах. Подробное описание Хайборийской эры было сделано Говардом в статье, опубликованной в фэнзине The Phantagraph в 1936 году (публикация началась ещё при жизни автора, закончилась — после его смерти). Хайборийская эра считается первой достоверно известной фэнтези-вселенной, о которой были опубликованы книги.
История вселенной Хайборийской эры привязана к истории реального мира, и имеет схожую географию (в соответствии с легендой, материки поменяли очертания за тысячелетия, приняв нынешний облик). Названия стран и других географических объектов (Атлантида, Стигия, Ванахейм) позаимствованы Говардом из различных мифов и исторических трудов. По описанию Говарда, в хайборийскую эпоху ещё жива память о погибших Атлантиде, Лемурии и Му; помнят и более близкое прошлое — древнюю империю Ахерон, владевшую большей частью континента.

## История

### Допотопная эра
Хайборийской эре предшествовала допотопная Турийская эра, о которой известно из хроник немедийских летописцев. Цивилизованные государства — Валузия, Верулия, Коммория, Грондар, Туле, Камелия — занимали лишь небольшую часть суши. Наиболее влиятельными в этот период были монархи Валузии и Коммории. Валузия была самым западным, а Грондар — самым восточным государством. Обитатели Грондара были менее цивилизованы, чем другие. Юг и восточное побережье материка населяли таинственные расы. Варварами этой эпохи были пикты, атланты и лемурийцы. На востоке Турийского континента простиралась бесконечная пустыня. Южные побережья населяли таинственные дочеловеческие цивилизации. Турийская культура клонилась к упадку. После многочисленных войн между Валузией и Комморией континент покорили атланты.
Потом Катастрофа опустошила землю. Ушли на дно Лемурия и Атлантида; острова пиктов поднялись и стали горными вершинами нового материка. Целые народы исчезли с лица земли.

### После Катастрофы
Колония пиктов на южной границе Валузии уцелела. Атланты переселились на континент, покинув затонувшую родину. После продолжительных и жестоких войн их цивилизация была уничтожена варварским племенем пиктов, которые остановились в развитии. Лемурийцы спаслись на восточном побережье Туранского континента, где попали под иго загадочного древнего народа.
Следующая, так называемая Малая Катастрофа ещё больше преобразила материк. Великие озёра слились в одно внутреннее море, отделившее Восток от Запада. Через тысячу лет после Малой Катастрофы Запад представлял собой страну джунглей, населённую одичавшими потомками атлантов и пиктов.
На Востоке лемурийцы подняли восстание, перебили своих угнетателей и живут среди развалин загадочной цивилизации. Остатки их поработителей двинулись на Запад и установили там свою власть. Так возникло государство, именуемое Стигия. На её восточных рубежах живут кочевники-шемиты.

### Возвышение хайборийской цивилизации
Возрастает могущество народов Севера, называющих себя хайборийцами. Хайборийцы заселили весь север и завоёвывают земли к югу и западу. Одно из северных племён овладело искусством возводить каменные постройки и превратилось в первую хайборийскую державу — варварское королевство Гиперборея. Это дало толчок развитию других племён. В следующее тысячелетие хайборийцы разгромили империю Ахерон и подчинили себе весь Запад.
Пять веков спустя границы государств уже чётко определены. В западной части мира преобладают хайборийские державы — Аквилония, Немедия, Бритуния, Гиперборея, Коф, Офир, Аргос, Коринфия и Пограничное Королевство. К востоку от них лежит Замора, к западу — Зингара. Далеко на юге шемиты сбросили стигийское ярмо и отбросили угнетателей за реку Стикс. Тут на карте появляются гирканцы — потомки лемурийцев. На южном побережье моря Вилайет они основали королевство Туран.

### Падение хайборийской цивилизации
Через пятьсот лет после правления Конана Великого в Аквилонии хайборийская цивилизация погибла. Произошло это после того, как Арус, немедийский священник, прибыл миссионером в дебри пиктов, он стал советником вождя Горма, помогая тому развивать его племя по пути цивилизации. Пикты овладели изготовлением оружия из стали и вскоре двинулись войной на цивилизованные королевства, погружённые в междоусобицу. Арус попытался склонить их к миру, но был убит. Оборона Аквилонии, ослабленная уничтожением боссонцев, была сметена, и Горм вскоре стал владыкой всего Запада. В это время земли на юге и востоке были покорены гирканцами. Варвары из Асгарда перемешались с немедийцами и образовали государство немедийских асов. Их вождь Хьялмар убил старого Горма в бою.
Через несколько десятилетий наступил ледниковый период, вынудивший северные племена двинуться на юг. Киммерийцы уничтожили недолго просуществовавшую на обломках Аквилонии империю пиктов и вторглись в Туран. На юге ваны захватили Стигию и основали королевство, названное Египет. Киммерийцы заселили побережье моря Вилайет и дали своё имя нынешнему Крыму, часть из них мигрировала на Запад после новой катастрофы и стала предками кельтских племён. Гирканцы стали предками тюркских племён и монголов.

## Страны Хайбории
Многие страны Хайборийской эры имеют прототипы из реального мира.
| Русское название        | Английское название | Прототипы |
| ----------------------- | ------------------- | --- |

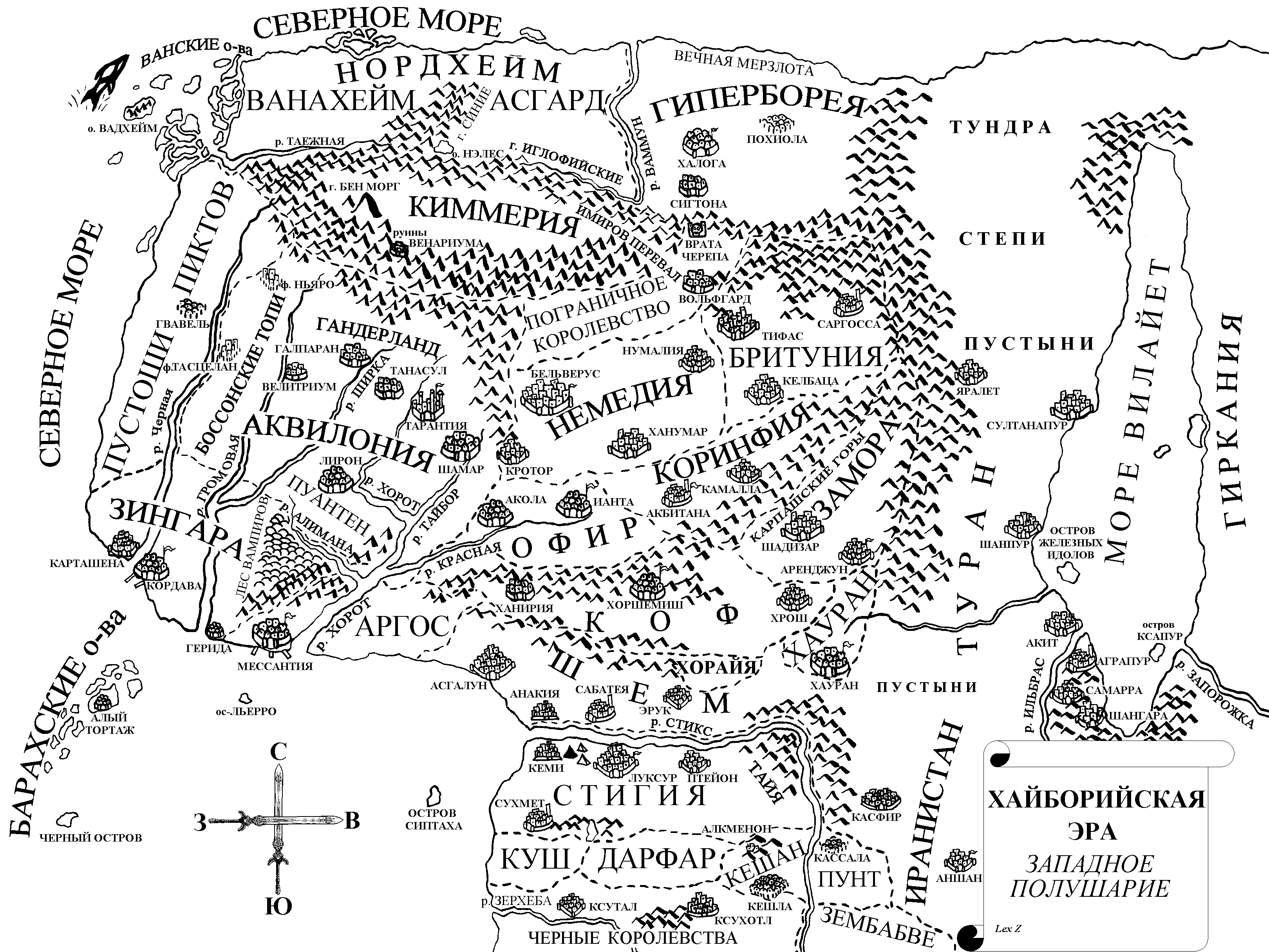
Запад Турийского материка в Хайборийскую эру

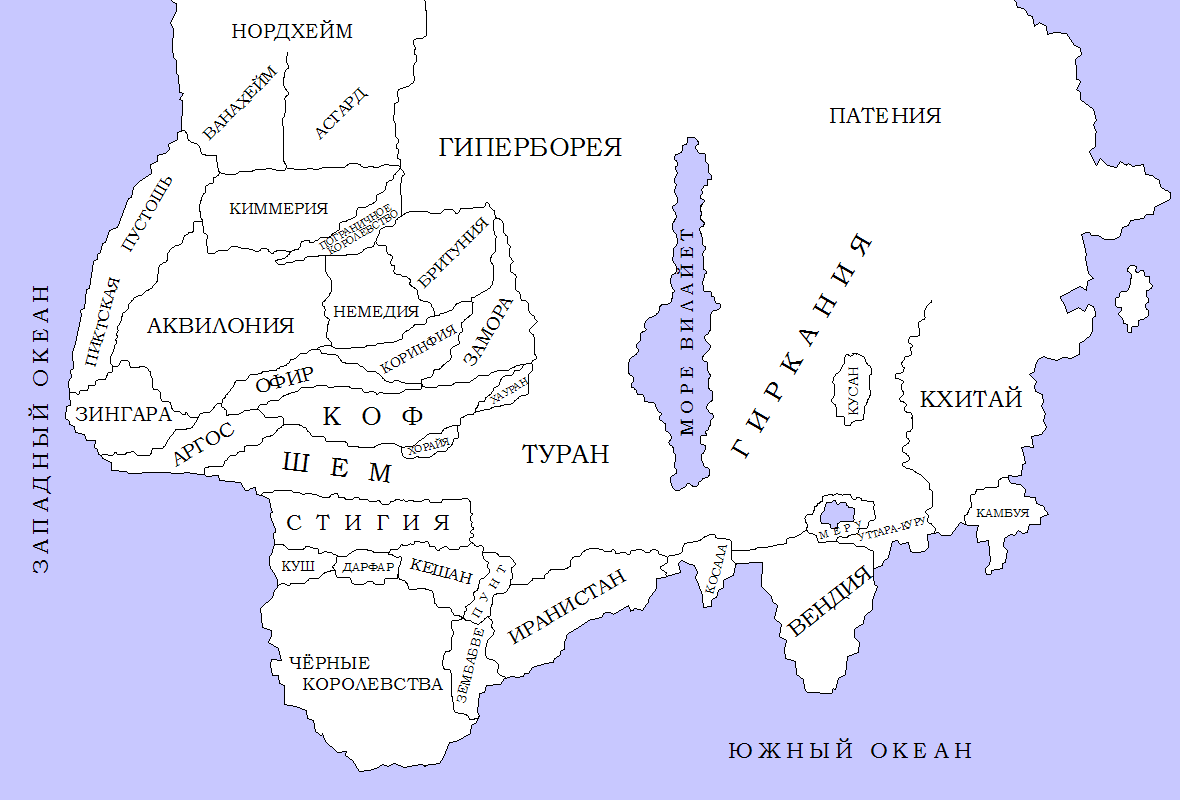
Турийский материк

| Аквилония               | Aquilonia           | Империя Карла Великого, Римская Империя                                                                                       |
| Аргос                   | Argos               | Греция |
| Асгард                  | Asgard              | Древняя Скандинавия, Асы (мифология)                                                                                          |
| Бритуния                | Brythunia           | Речь Посполитая |
| Ванахейм                | Vanaheim            | Древняя Скандинавия, Ваны (мифология)                                                                                         |
| Вендия                  | Vendhya             | Древняя Индия |
| Гиперборея              | Hyperborea          | Финляндия, Россия, Прибалтика                                                                                                 |
| Гиркания                | Hyrkania            | Кочевники Великой Степи |
| Дарфар                  | Darfar              | Судан, Дарфур |
| Замора                  | Zamora              | Крымское ханство, цыгане. |
| Зембабвей               | Zembabwei           | Великое Зимбабве |
| Зингара                 | Zingara             | Испания и Португалия |
| Иранистан               | Iranistan           | Иран, Ирак, Оман |
| Камбуйя                 | Kambuja             | Индокитай |
| Кешан                   | Keshan              | Нубия |
| Киммерия                | Cimmeria            | Древняя Восточная Европа, населённая доскифскими киммерийцами, кельты Британских островов (от самоназвания валлийцев Cymraeg) |
| Коринфия                | Corinthia           | Венгрия |
| Косала                  | Kosala              | Древнеиндийское королевство Кошала                                                                                            |
| Коф                     | Koth                | Византия, Хеттское царство |
| Кусан                   | Kusan               | Возможно, Кушанское царство                                                                                                   |
| Куш                     | Kush                | Древняя Нубия |
| Кхитай                  | Khitai              | Китай |
| Меру                    | Meru                | Тибет, Шамбала |
| Немедия                 | Nemedia             | Франция |
| Офир                    | Ophir               | Библейский Офир, отчасти Италия                                                                                               |
| Патения                 | Pathenia            | Казахстан, также, возможно, Узбекистан                                                                                        |
| Пиктские дебри          | Pictish Wilderness  | Шотландия |
| Пограничное Королевство | Border Kingdom      | Ганзейский союз |
| Пунт                    | Punt                | Пунт, Аксумское царство, Сомали                                                                                               |
| Стигия                  | Stygia              | Древний Египет |
| Туран                   | Turan               | Османская империя, Аравия, Афганистан, Кавказ, Центральная Азия, Синьцзян                                                     |
| Уттара-куру             | Uttara Kuru         | Возможно, Королевство Гангаридай                                                                                              |
| Чёрные Королевства      | Black Kingdoms      | Чёрная Африка |
| Шем                     | Shem                | Аккадское царство, Ханаан |
| Яматай                  | Yamatai             | Япония |

### Дарфар
Дарфар — одно из Чёрных Королевств. Расположено в жарких и влажных джунглях между Кушем и Кешаном, южнее болот Пурпурного Лотоса центральной Стигии. Чернокожие племена Дарфара баловались каннибализмом, подпиливали зубы и носили кольца в носу. Они были высокого роста, мощными и считались отличными рабами. Жители Шема и стигийцы часто угоняли в рабство гханатов и других людей, живших в Куше и Дарфаре; те же, в свою очередь, занялись тем же промыслом, избрав местом охоты экваториальные джунгли. Жители Дарфара поклонялись богу-демону Йогу.
Упоминание Дарфара встречается в следующих произведениях Говарда «Гвозди с красными шляпками», «Тени Замбулы», «Ястребы над Шемом», а также в романе «Корона Кобры (Конан-Корсар)» Спрэг де Кампа и Лина Картера.
В игре «Age of Conan: Hyborian Adventures» упоминается племя аситамбуке из Дарфара, живущее на Болоте Пурпурных Лотосов

### Куш
Куш (англ. Kush) — самое северное из Чёрных Королевств, расположено южнее Стигии на берегу Западного Океана. Нередко понятия Куш и Чёрные Королевства отождествляются, а жителей Чёрных Королевств часто называют кушитами (независимо от того, кто они на самом деле — дарфарцы, кешани, зембабвейцы или действительно кушиты), поскольку из людей с чёрной кожей хайборийцы (бараханские пираты) впервые увидели именно кушитов.
Практически все приключения Конана в землях Куша связаны с большим риском, так как народности, населяющие Куш, в большинстве своем имеют чёрную кожу и весьма недружелюбно относятся как к бледнокожим народам вообще, так и к северным варварам в частности. Во вторых, помимо того, что народы Куша используют чёрную таинственную магию, основанную на человеческих жертвоприношениях, особую роль играет близкое соседство со стигийцами, которые по вопросам веры также враждебны к Конану.
Считается, что королевство Куш, куда волей Роберта И. Говарда время от времени попадает киммериец Конан, является заимствованием от Кушитского царства (англ. Kushites), существовавшего в северной части территории современного Судана (Нубии) с VIII века до н. э. В Новом Завете Куш отождествляется со всей Нубией, потому что Куш было именем одного из сыновей Хама, который обосновался на северо-восточной территории Африки. Само название Куш впервые появляется в египетских текстах около 2000 года до нашей эры. В этих текстах, кушиты определяются синонимом плохие, что указывает на то, что Куш было мощным царством, внушающим страх соседям, вплоть до IV века до нашей эры. Некоторые историки считают, что кушиты были выходцами из Эфиопии.
В сеттинге конаниады, Куш одно из королевств, состоящее из сообщества племён, и расположенное на развалинах древней таинственной цивилизации. Соседями Куша являются Стигия с севера, Дарфар с запада и племенные земли с юга. Куш поддерживает экономические связи с Аргосом и другими государствами. Ввозимые в Куш бусы, шёлк, сахар и бронзовые мечи обмениваются на слоновую кость, копру, медную руду, жемчуг и рабов.
Известны несколько крупных городов Куша:
- Мероэ (англ. Meroe) — столица королевства;
- Забхела (англ. Zabhela) — город-порт на побережье.

Помимо коренных кушитов (англ. Kushites), на землях Куша обитают следующие племена:
- Бакалахи (англ. Bakalah) — негритянское племя;
- Бамула (англ. Bamula) — племя. Одно время Конан был вождём этого племени;
- Матамба (англ. Matomba) — кушитское племя;
- Субанцы, Суба (англ. Subas) — народность, обитающая на Чёрном побережье, в частности и на территории Куша;
- Тибу (англ. Tibu) — племя, обитающее в пустынях Куша.

Куш встречается в следующих произведениях:
- Конан неоднократно пиратствовал у берегов Куша, где знакомится с Белит (Р. Говард «Королева Чёрного Побережья», 1934 год) и получает прозвище Амра-Лев (П. Андерсон «Конан-мятежник», 1980 год)[11].
- Некоторое время Конан даже был вождём племени бамула (Р. Говард «Долина потерянных женщин», 1967 год), однако вскоре бежал от них (Л. Картер, Л. Спрэг де Камп «Замок ужаса») и покинул Куш (Р. Говард, Л. Картер, Л. Спрэг де Камп «Рыло во тьме», 1969 год)[11].
- Конан возвращается в Куш, преследуя Зароно Чёрного (Л. Спрэг де Камп «Конан-корсар», 1966 год). Позже оказывается там в паре с воинственной Валерией[12] (Р. Говард «Алые когти»), затем он пересекает Куш, Кешан и Пунт, странствуя на восток (Р. Говард, Л. Картер, Л. Спрэг де Камп «Богиня из слоновой кости», 1978 год). Наконец, многие годы спустя, Конан добирается до южной оконечности материка в погоне за Тот-Амоном (Р. Говард, Л. Картер, Л. Спрэг де Камп «Тени каменного черепа», 1975 год).

В игре «Age of Conan: Hyborian Adventures» (2008 год) от компании Funcom (Anarchy Online; Dreamfall: The Longest Journey), королевство Куш является одной из ключевых точек входа в Пограничные королевства (вместе с Киммерией и Аквилонией), откуда берет начало одно из самых увлекательных занятий для игрока высоких уровней — осада крепостей («Игрок против игрока» — PvP).

### Шем
Шем — государство центральной Хайбории. Является буфером между Востоком и Западом, Хайборией и Тураном. Шем — земля воинственных, постоянно конкурирующих между собой городов-государств. Объединяющим фактором является ненависть и презрение к Стигии и Кофу.
Географическое положение: Шем находится между Кофом и Стигией. Западной границей служит океан; восточная теряется в Туранской пустыне. Земли западного Шема представляют собой плодородные холмистые луга. В восточном направлении земля делается суше, растительность становится все скуднее, по мере приближения к пустыне.

## Мир Хайбории в адаптациях
Действие трёх фильмов о Конане и ещё двух, не связанных с этим персонажем, происходит в этой придуманной Говардом вселенной:
- Конан-варвар (1982)
- Конан-разрушитель (1984)
- Рыжая Соня (1985)
- Кулл-завоеватель (1997) — по хронологии Говарда, относится к предыдущей Турийской эре
- Конан-варвар (2011)

В 2008 году стартовала онлайновая ролевая игра Age of Conan: Unchained, использующая сеттинг Хайборийской эры.
В 2017 выпущена в ранний доступ компьютерная игра в жанре симулятор выживания Conan Exiles разработанная и изданная норвежской студией Funcom, позже в 2018 году была выпущена в релиз.